# Stenobiella moma
Stenobiella moma is een insect uit de familie van de Berothidae, die tot de orde netvleugeligen (Neuroptera) behoort. 
Stenobiella moma is voor het eerst wetenschappelijk beschreven door U. Aspöck & H. Aspöck in 1984.